# Nikolai Fraiture
Nikolai Philippe Fraiture (New York, 13 novembre 1978) è un musicista statunitense; è il bassista del gruppo indie rock The Strokes.

## Biografia
Nato a New York da genitori franco-russi, Nikolai Fraiture è uno dei fondatori degli Strokes, è considerato il membro meno mediatico del gruppo data la sua scarsa loquacità. Fin dagli inizi si è distinto nel gruppo newyorkese per la sua riservatezza e una quasi completa immobilità sul palco. Inoltre è l'unico del gruppo a restare fuori dalle pagine rosa e dalla vita mondana.
La sua strumentazione abituale include un basso Rickenbacker 4003, oltre ad un Fender Jazz Bass. Tra le sue influenze musicali vi sono i Ramones e Leonard Cohen. 
Nikolai a differenza degli altri membri dei "The Strokes" è vissuto in un appartamento con quattro stanze in cui vivevano lui, i genitori, il fratello Pier e la sua ragazza; questo suo modo di vivere si evidenzia nei concerti durante i quali non si agita mai e rappresenta la calma fatta persona.
Oggi è sposato ed è padre di una bambina (Elysia) ed un bambino (Phoenix).

## Progetti solisti / Side Projects
Il side project di Fraiture, Nickel Eye, include dei membri della band inglese South. I Nickel Eye registrarono delle demo nei South Studios in Hackney, Londra. Con la partecipazione di ospiti come Nick Zinner della band newyorkese Yeah Yeah Yeahs e Regina Spektor, The Time of the Assassins fu completato mesi dopo a New York. L'album si ispira ad alcuni degli artisti preferiti di Nikolai, come Neil Young, Frank Black, Leonard Cohen, e i The Kinks. The Time of the Assassins 
fu pubblicato il 27 gennaio 2009 dall'etichetta discografica Rykodisc.
La prima performance live dei Nickel Eye fu il 15 ottobre nel 2008 al London Borderline.
Nel 2008 Fraiture ha composto la colonna sonora e partecipato al film "A Kind of Dream" con sua moglie Illy Fraiture. Il film, che dura trenta minuti ed è completamente in bianco e nero, è scritto e diretto da Danny Velez.
Il 19 maggio 2012, per la trentasettesima stagione del Saturday Night Live, Nikolai ha suonato il basso insieme agli Arcade Fire e con l'ospite Mick Jagger.